# Johannes Zumpe

Mecanisme dissenyat per Zumpe

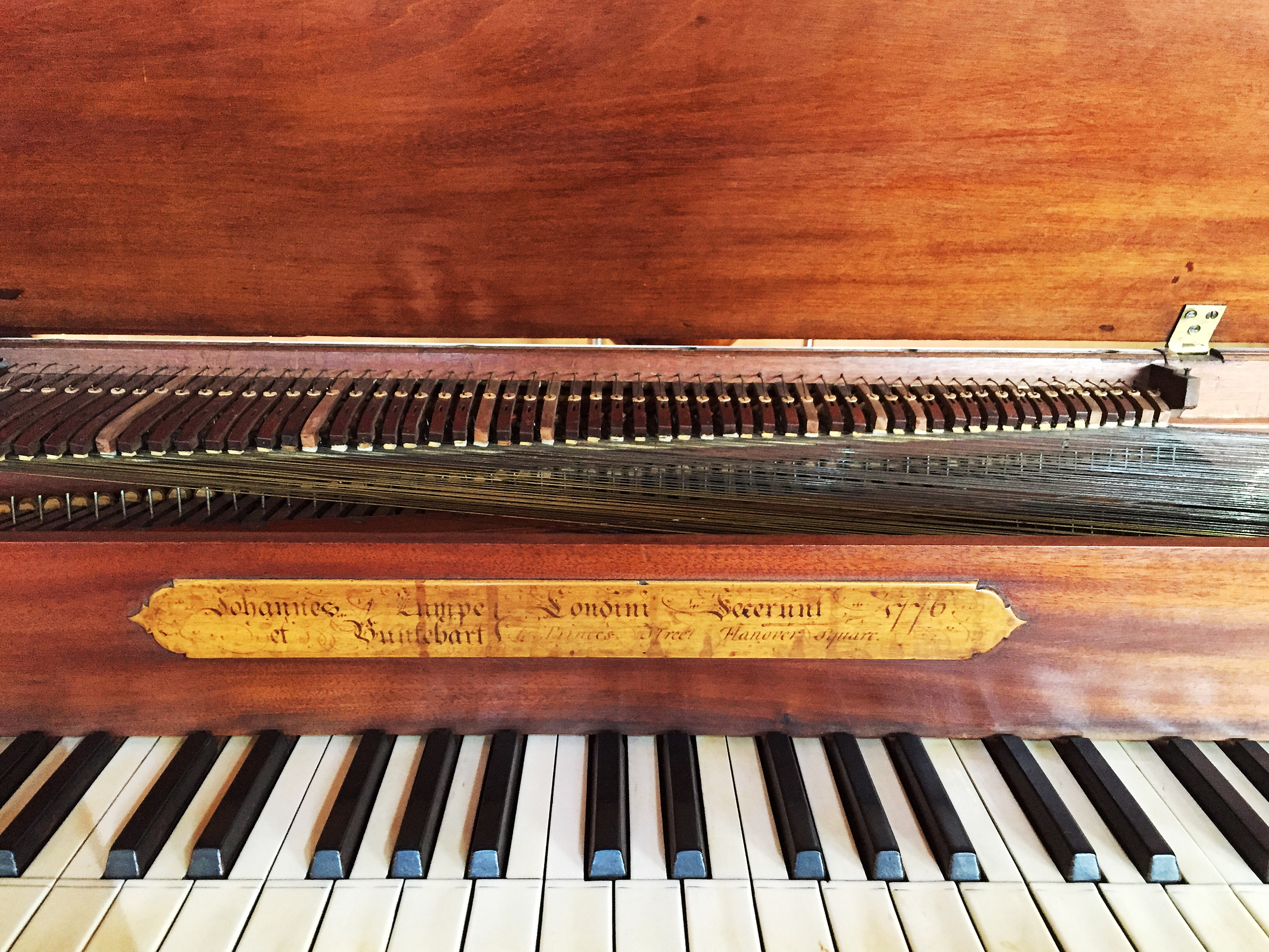
Piano de taula de Johannes Zumpe, construït l'any 1776, al Museu de la Música de Barcelona

Johannes Zumpe  (14 de juny de 1726, Fürth, enterrat el 5 de desembre de 1790 a Londres) va ser un fabricant de pianos d'origen alemany i deixeble de Gottfried Silbermann. El 1760 va emigrar a Londres (Regne Unit), on va fundar una fàbrica de construcció de pianos que incloïen els mecanismes dissenyats pel seu mestre. Va ser el primer a fabricar un piano rectangular anglès, que introduí al mercat el 1766. Aquests pianos sonaven com els clavecins i incorporaven un amortidor al lateral esquerre de la caixa de ressonància. Va ser el primer a construir pianos de baix cost, pel que va rebre el sobrenom de el pare del piano comercial. Es van construir pianos d'estil Zumpe entre 1760 i 1800.